# جنگل ملی سن برناردینو
جنگل ملی سان برناردینو (به انگلیسی: San Bernardino National Forest) یک جنگل ملی در ایالت کالیفرنیا در آمریکا است.
مساحت این جنگل ۳۲۰۰ کیلومتر مربع است.

## نگارخانه

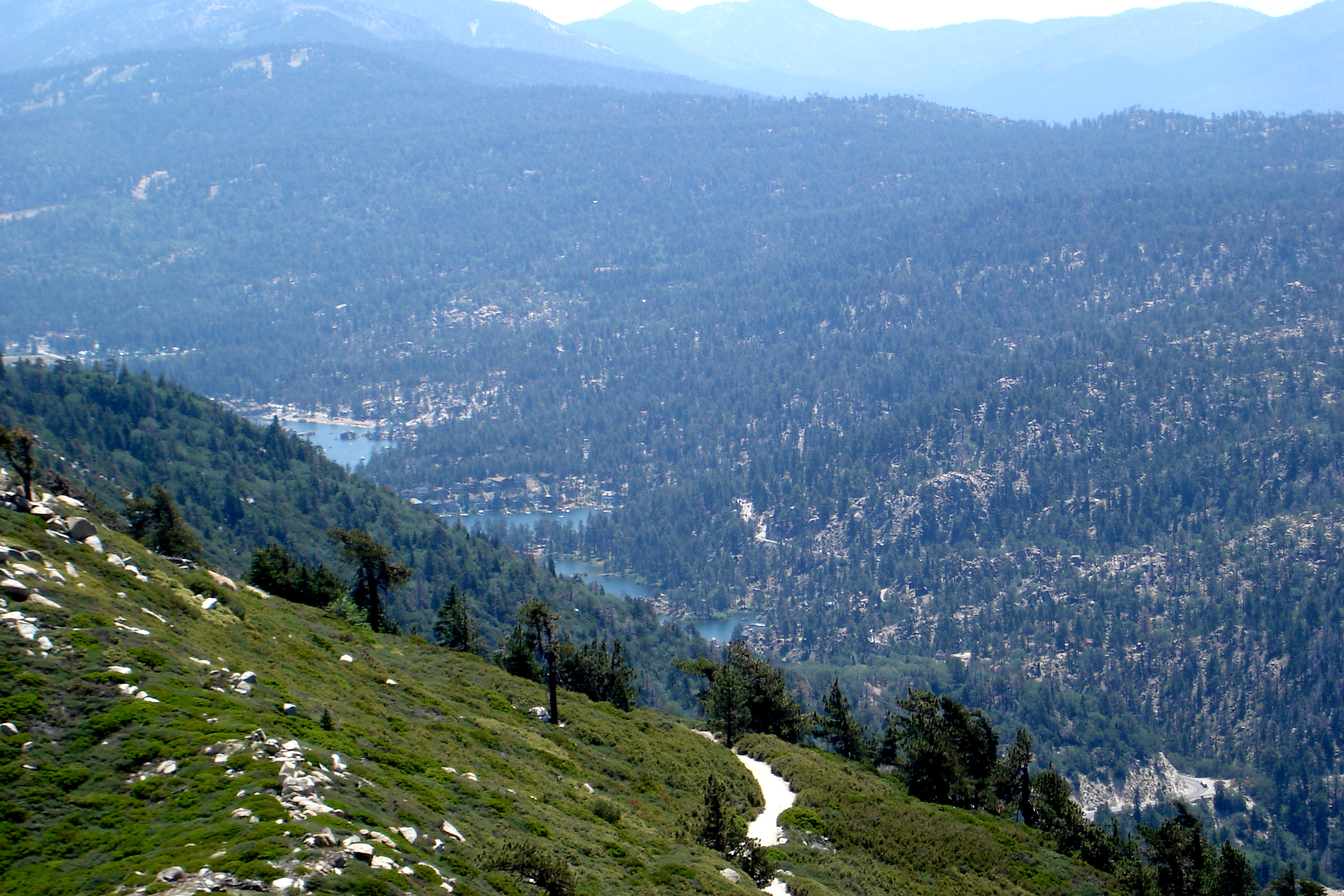